# Jozef De Cock
Jozef De Cock (Herdersem, 23 januari 1877 – Roosdaal, 31 mei 1944) was een Vlaams schrijver.
De Cock volgde het college in Aalst en werd priester gewijd in Gent. Hij zette zijn studies voort aan de Katholieke Universiteit Leuven, promoveerde tot doctor in de Germaanse filologie en werd er hoogleraar.
Verschillende malen reisde De Cock naar Duitsland, waar hij verscheidene hogescholen bezocht, onder andere in Berlijn.
Bij het begin van de Eerste Wereldoorlog vestigde hij zich in Roosendaal (Nederland), waar hij les gaf aan het katholieke lyceum.
De Cock schreef persoonlijke verhalen en reisindrukken in een gemoedelijke sfeer. Hij wist mensen en situaties raak te typeren.

## Werken
- Mevrouw Ida Hahn-Hahn: haar beteekenis in de Duitsche letterkunde (1903)
- Esopet [1906] (tekstuitgave)
- De Alte Zoll; Studenten [1906] (novellen)
- Uit de reistesch I en II (1907, 1913)
- Over het jongste streven in de Duitsche katholieke letterkunde (1908) (rede)
- Verloren uren [1909]
- Bloemenhoedjes [1911]
- Over het geluk (1912) (vertaling van Thomas van Aquino
- Een Vlaming in de oorlogsklem [1916]
- Een oude historie [1917]
- Ons leven. Bladzijden uit het dagboek van een schacht (1921)
- Van drie santen (1928)
- Doovenetels tot een bosje samengelezen (1930?)
- Vertellingen (?)